# Estación Lapa (Línea 7 de CPTM)
La Estación Lapa es una estación del sistema de trenes metropolitanos perteneciente a la Línea 7-Rubí, ubicada en el distrito de Lapa, en el municipio de São Paulo.

## Historia

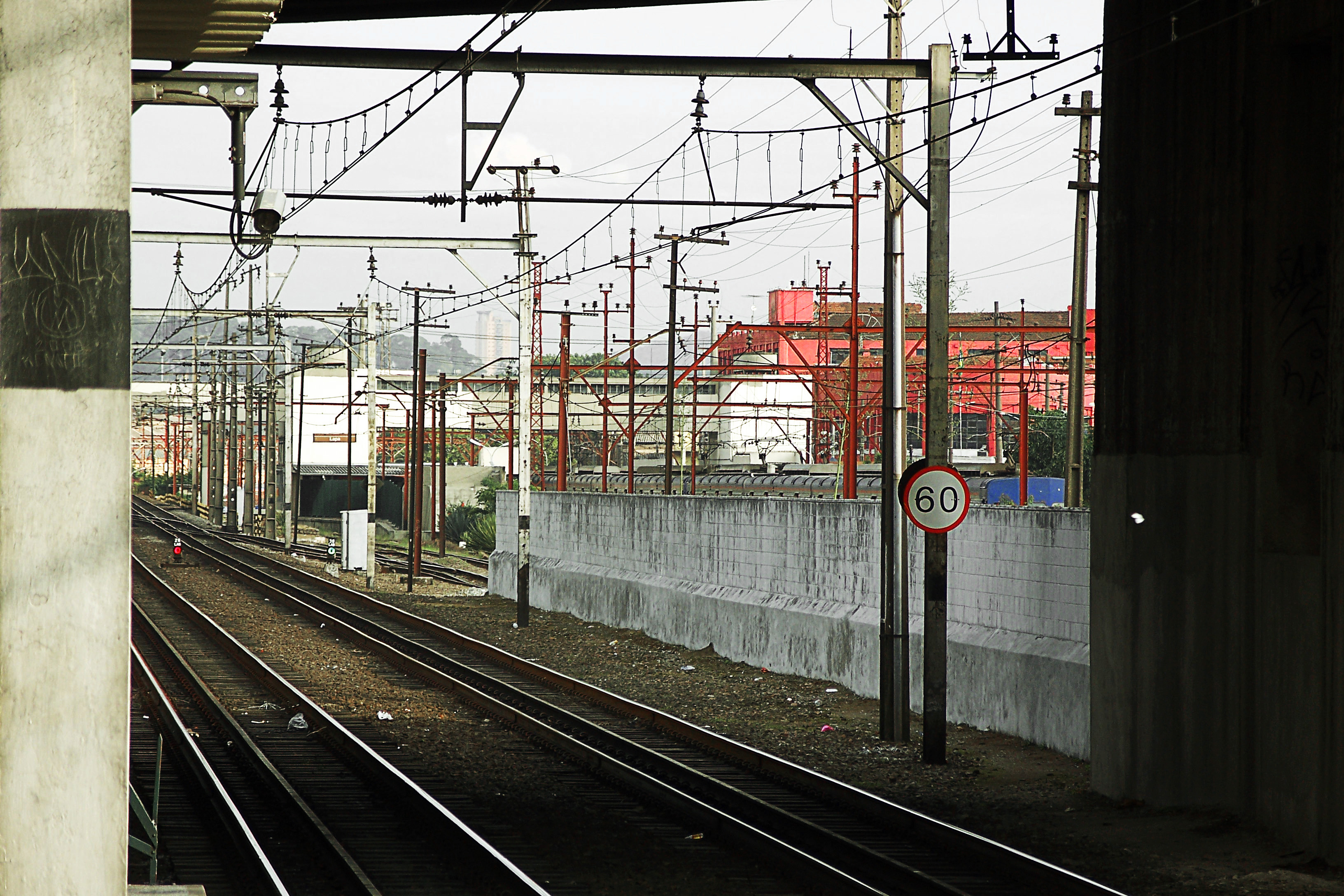
Estación vista desde la otra estación Lapa, a quinientos metros de distancia

La estación Lapa fue inaugurada por la São Paulo Railway (SPR) el 20 de febrero de 1899. En el año 1947 las líneas de la SPR fueron absorbidas por el gobierno federal, que creó la Estrada de Ferro Santos-Jundiaí (EFSJ). Después de esto, la EFSJ inició la electrificación de las líneas y reconstruyó varias estaciones, entre ellas la estación Lapa, en los años 1950. Además, en esa década fue construida la estación Lapa de la Estrada de Ferro Sorocabana, distante quinientos metros de la estación Lapa de la EFSJ.
Después de un período de decadencia del sistema de trenes suburbanos, en las décadas de 1970 y 1980, la línea fue transferida en 1994 para la Compañía Paulista de Trenes Metropolitanos (CPTM), que años después inicia una pequeña reforma en la estación.

## Proyectos
Debido a la existencia de dos estaciones Lapa (separadas por quinientos metros y sin ninguna integración), la CPTM elaboró un proyecto de unificación de estas estaciones, dentro del plan del proyecto de ExpansãoSP, el cual transformara todas las líneas de CPTM en sistema de metro.

## Tabla
| Sigla | Estación | Inauguración          | Integración               | Plataformas | Posición   | Comentarios                       |
| ----- | -------- | --------------------- | ------------------------- | ----------- | ---------- | --------------------------------- |
| LPA   | Lapa     | 20 de febrero de 1899 | Bilhete Único de SPTrans. | Laterales   | Superficie | Estación reconstruida por la EFSJ |